# 牙叉镇
牙叉镇，是中华人民共和国海南省白沙黎族自治县下辖的一个乡镇级行政单位。。也是白沙县县治。

## 行政区划
牙叉镇下辖以下地区：
桥南社区、城东社区、城西社区、南仲村、对俄村、牙炳村、探扭村、牙港村、志针村、九架村、白沙村、道阜村、方香村、营盘村、方平村和志道村。